# 고경표
고경표(高庚杓, 1990년 6월 11일 ~ )는 대한민국의 배우이다.

## 생애
고경표는 1990년 인천에서 태어났다. 가족으로는 부모와 누나(1989년 1월생)과가 있으며, 부모는 인천에서 막국수집을 운영하고 있다. 중학교 2학년 때 길거리 캐스팅을 받았으나 데뷔로 이어지지는 않았으며, 고등학교 2학년 때 연기학원에 다니기 시작하였다. 또한 마찬가지로 고등학교 2학년 때 YG 엔터테인먼트 오디션에 합격하여 연기자 연습생으로 1년 반가량 생활을 하며 건국대학교 영화학과에 입학하였으나 출연하려던 영화 〈70일〉 (《포화 속으로》의 가제)이 중간에 엎어지면서 기획사를 나오게 된다. 이후 군대나 갔다오겠다는 결심을 하던 즈음 드라마 《정글피쉬》의 공개 오디션에 합격하면서 배우로 데뷔하였다.

## 학력
- 인천석정초등학교 졸업
- 석정중학교 졸업
- 인천남고등학교 졸업
- 건국대학교 영화과 재학

## 경력

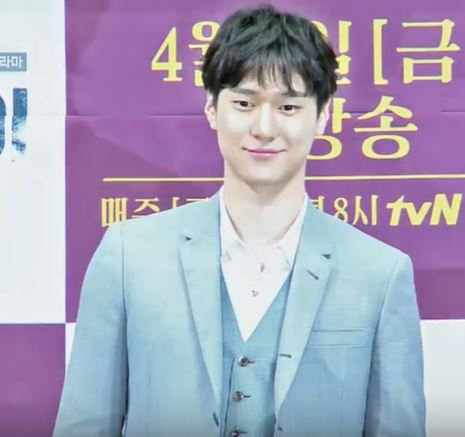
2017년 4월 5일 《시카고 타자기》 제작발표회에서 고경표

2009년 건국대학교 신입생 시절에 《유쾌한 니콜의 수의학개론》에 니콜의 친구로 출연하였다. 2010년 텔레비전 드라마 《정글피쉬 2》로 정식 데뷔하였다.
2011년부터 2012년까지 《SNL 코리아》 시즌 1에서 3까지 크루로 참여하였다.
2013년 드라마 《감자별 2013QR3》에서 노민혁 역을 맡으며 인지도를 높이기 시작했다.
2015년 드라마 《응답하라 1988》에서 성선우 역을 맡아 스타덤에 오른다. 2016년 《응답하라 1988》에 같이 출연한 안재홍, 류준열, 박보검과 함께 리얼리티 여행 프로그램 《꽃보다 청춘 아프리카》에 출연하였다. 같은 해 3월 5일에는 경희대학교 평화의 전당에서 열린 《응답하라 1988》 콘서트에 참석하였으며, 이 드라마가 주는 의미에 대해 "내게 한 단어로는 정리가 안 되는 것 같다. 촬영하면서 많은 것을 배우고 느꼈다. 값진 추억이었던 것 같다. 평생 잊어서도 안 되고 잊혀지지 않을 추억이다. 응답해줘서 감사하다."고 밝히기도 했다.
2016년에는 《질투의 화신》에서 고정원 역, 2017년에는 《시카고 타자기》에서 유진오 역 및 
2017년에는 첫 주연 작품으로《최강배달꾼》에서 최강수 역을 맡았다.
2018년에는 《크로스》에서 강인규 역을 맡아 연기하였다.
2018년 5월 군입대를 하여 2020년 1월 제대하고 JTBC드라마 《사생활》에서 이정환 역을 맡아 연기하였다.
2022년에는 《커넥트》에서 싸이코패스 오진섭 역을 맡아 연기하였다

## 연기 활동

### 영화
| 연도   | 제목                         | 역할        | 감독           | 비고     |
| ------ | ---------------------------- | ----------- | -------------- | -------- |
| 2018년 | 《7년의 밤》                 | 최서원 역   | 추창민         |          |
| 2015년 | 《간신》                     | 진성대군 역 | 민규동         | 특별출연 |
| 2015년 | 《차이나타운》               | 치도 역     | 한준희         |          |
| 2015년 | 《워킹걸》                   | 표경수 역   | 정범식         | 특별출연 |
| 2014년 | 《명량》                     | 오둑이 역   | 김한민         |          |
| 2014년 | 《하이힐》                   | 김진우 역   | 장진           |          |
| 2014년 | 《인생은 새옹지마》          | 준기 역     | 김태용         | 단편     |
| 2013년 | 《청춘정담》                 | 이윤성 역   | 문인수         |          |
| 2013년 | 《무서운 이야기 2 - 탈출》   | 고병신 역   | 정범식         |          |
| 2013년 | 《the story of MAN & WOMAN》 | 남자 역     | 류덕환         | 단편     |
| 2012년 | 《졸업여행》                 | 진수 역     | 박선주         | 단편     |
| 2012년 | 《5백만불의 사나이》         | 형철 역     | 김익로         |          |
| 2011년 | 《엄마와 아침식탁》          | 아들 역     | 김한결         | 단편     |
| 2010년 | 《정글 피쉬 2 - 극장판》     | 봉일태 역   | 김정환, 민두식 |          |
| 2008년 | 《강철중: 공공의 적 1-1》    | 단역        | 강우석         |          |
| 2022년 | 《서울대작전》               | 우삼 역     | 문현성         |          |
| 2024년 | 《아마존 활명수》            | 최 이사 역  | 김창주         |          |

### 드라마
| 연도        | 방송사         | 제목                                    | 역할             | 비고                 |
| ----------- | -------------- | --------------------------------------- | ---------------- | -------------------- |
| 2024년      | JTBC           | 수목드라마 《비밀은 없어》              | 송기백 역        | 16부작               |
| 2023년      | 넷플릭스       | 드라마 《D.P. 시즌2》                   | 박성우 역        |                      |
| 2022년      | 디즈니+ 핫스타 | 드라마 《커넥트》                       | 오진섭 역        | 6부작                |
| 2022년      | tvN            | 수목드라마 《월수금화목토》             | 정지호 역        | 16부작               |
| 2021년      | tvN            | 수목드라마 《간 떨어지는 동거》         | 산신 역          | 특별출연             |
| 2020년      | JTBC           | 수목드라마 《사생활》                   | 이정환 역        | 16부작               |
| 2018년      | tvN            | 월화드라마 《크로스》                   | 강인규 역        | 16부작               |
| 2017년      | 옥수수         | 웹드라마 《회사를 관두는 최고의 순간》  | 이민우 역        | 특별출연             |
| 2017년      | KBS2           | 금토드라마 《최강 배달꾼》              | 최강수 역        | 16부작               |
| 2017년      | tvN            | 금토드라마 《시카고 타자기》            | 유진오 (신율) 역 | 16부작               |
| 2016년      | SBS            | 수목드라마스페셜 《질투의 화신》        | 고정원 역        | 24부작               |
| 2015년      | tvN            | 금토드라마 《응답하라 1988》            | 성선우 역        | 20부작               |
| 2015년      | MBC            | 수목드라마 《맨도롱 또똣》              | 이정민 역        | 특별출연 (1회 ~ 2회) |
| 2014년      | KBS2           | 월화드라마 《내일도 칸타빌레》          | 유일락 역        | 16부작               |
| 2014년      | OCN            | 메디컬 범죄 수사극 《신의 퀴즈 시즌 4》 | 서인각 역        | 2회                  |
| 2013~2014년 | tvN            | 일일시트콤 《감자별 2013QR3》           | 노민혁 역        | 120부작              |
| 2013년      | tvN            | 월화드라마 《이웃집 꽃미남》            | 유동훈 역        | 16부작               |
| 2012년      | OCN            | 메디컬 범죄 수사극 《신의 퀴즈 시즌 3》 | 서인각 역        | 10회 ~ 12회          |
| 2012년      | MBC            | 일일시트콤 《스탠바이》                 | 김경표 역        | 113부작              |
| 2012년      | TV조선         | 수목드라마 《프로포즈 대작전》          | 송찬욱 역        | 16부작               |
| 2011년      | KBS2           | 주말연속극 《사랑을 믿어요》            | 권필용 역        | 62부작               |
| 2010년      | KBS2           | 청소년 드라마 《정글피쉬 2》            | 봉일태 역        | 8부작                |

## 연기 외 활동

### 텔레비전 프로그램
- 2017년 MBC every1 《비디오스타》 (28회/1월 17일) - 응원 메시지 영상
- 2016년 O'live 《테이스티로드》 (28회/10월 6일) - 전화 연결
- 2016년 tvN 《꽃보다 청춘 - 아프리카 편》 (2월 19일 ~ 4월 1일) - 게스트 출연
- 2015년 MBC 《무한도전 - 무도 큰 잔치》 (416회/2월 21일, 417회/2월 28일) - 게스트 출연
- 2014년 KBS2 《해피투게더3 - 영화 하이힐 특집》 (348회/5월 29일) - 게스트 출연
- 2012년 SBS 《강심장 - 크리스마스 스페셜 1, 2탄》 (159회/12월 18일, 160회/12월 25일) - 게스트 출연[8]
- 2012년 tvN 《SNL코멘터리 - 이 맛이 SNL》 (4부작 특집) - 코멘터리 진행자[9]
- 2011년~2012년 tvN 《SNL 코리아 1, 2, 3시즌》 - 크루
- 2011년~2012년 tvN 《SNL 코리아 1, 2, 3시즌》 - 크루
- 2011년 SBS 《일요일이 좋다 - 영웅호걸》
- 2009년 Mnet 《유쾌한 니콜의 수의학개론》

### 웹예능
- 2024년 유튜브 《집대성》 (3,11회/4월 19일,6월 21일) - 게스트 출연
- 2025년 유튜브 《핑계고》 (69회/2월 22일) - 게스트 출연
- 2025년 유튜브 《소통의 神》 (5월 8일) - 게스트 출연

### 라디오 프로그램
- 2017년 KBS 쿨FM 《이수지의 가요광장》 (8월 4일) - 게스트 출연 (with 채수빈)
- 2016년 SBS 파워FM 《최화정의 파워타임》 (9월 30일) - 게스트 출연
- 2014년 SBS 파워FM 《장기하의 대단한 라디오》 (6월 6일) - 게스트 출연 (with 서예지)
- 2014년 SBS 파워FM 《두시탈출 컬투쇼》 (5월 31일) - 게스트 출연 (with 장진)
- 2014년 SBS 파워FM 《김창렬의 올드스쿨》 (5월 20일) - 게스트 출연 (with 정인선)
- 2014년 MBC FM4U 《FM 데이트, 강다솜입니다》 (2월 21일) - 게스트 출연
- 2013년 SBS 파워FM 《김창렬의 올드스쿨》 (6월 11일) - 게스트 출연 (with 김지원)
- 2013년 SBS 파워FM 《붐의 영스트리트》 (6월 7일) - 게스트 출연 (with 김지원)
- 2013년 MBC FM4U 《푸른밤, 정엽입니다》 (1월 8일) - 게스트 출연

### 음원
- 2013년 《너 땜에 잠이 깨》 (이웃집 꽃미남 OST Special, 김슬기, Feat. 고경표)
- 2017년 《랄랄라》 (최강 배달꾼 OST Part. 2)

### 광고
| 연도        | 기업명          | 제품명             | 종류               | 공동 출연              | 비고                 |
| ----------- | --------------- | ------------------ | ------------------ | ---------------------- | -------------------- |
| 2013년      | 농심            | 야채라면           | 라면               | 하연수                 |                      |
| 2013년      | 오리온제과      | 마켓오 리얼컴퍼니  | 초코과자           | 박신혜, 김슬기, 김지훈 | 이웃집 꽃미남 콜라보 |
| 2014년      | 아모레퍼시픽    | 마몽드 연꽃 클렌징 | 화장품             | 박신혜                 |                      |
| 2015년      | LG유플러스      | LG유플러스 LTE ME  | 이동통신           | 고원희                 |                      |
| 2015년      | 네오위즈 게임즈 | 피망 뉴맞고        | 게임앱             | 백윤식, 한고은, 신소율 |                      |
| 2015~2016년 | (주)화승        | 케이스위스         | 스포츠웨어         | 박보검, 류혜영         | 지면 화보            |
| 2016~2017년 | 두산            | 두타               | 패션쇼핑몰         | 빈칸                   |                      |
| 2016~2017년 | (주)젬나컴퍼니  | 23years old        | 셀프 홈스파        | 낸시                   |                      |
| 2016~2017년 | (주)LF          | 헤지스             | 패션 잡화 액세서리 | 설현                   |                      |

### 기타
- 2017년 영화 《장기왕: 가락시장 레볼루션》 티저 예고편 - 특별출연 (with 전석호)

## 홍보 대사
- 2015년 제15회 장애인영화제 홍보대사 위촉[10] (with 라미란)

## 수상 및 후보
| 연도   | 상                  | 부문                               | 출연 작품                 | 결과 |
| ------ | ------------------- | ---------------------------------- | ------------------------- | ---- |
| 2013년 | 제34회 청룡영화상   | 신인남우상                         | 무서운 이야기 2           | 후보 |
| 2016년 | 제52회 백상예술대상 | 영화부문 남자 신인연기상           | 차이나타운                | 후보 |
| 2016년 | tvN10 Awards        | 투스타상                           | 응답하라 1988, SNL 코리아 | 후보 |
| 2016년 | 제24회 SBS 연기대상 | 로맨틱코미디부문 남자 최우수연기상 | 질투의 화신               | 후보 |
| 2016년 | 제24회 SBS 연기대상 | 뉴스타상                           | 질투의 화신               | 수상 |
| 2017년 | 제1회 더 서울어워즈 | 드라마부문 남우조연상              | 시카고 타자기             | 후보 |
| 2017년 | 제31회 KBS 연기대상 | 미니시리즈 부문 남자 우수연기상    | 최강 배달꾼               | 후보 |
| 2022년 | 제43회 청룡영화상   | 남우조연상                         | 헤어질 결심               | 후보 |
| 2022년 | 제43회 청룡영화상   | 청정원 인기스타상                  | 육사오                    | 수상 |

### 참조주
1. 1 2  황효진 기자 (2012년 1월 24일). “고경표│달려라 경표”. 텐아시아. 2013년 10월 19일에 원본 문서에서 보존된 문서. 2013년 10월 19일에 확인함.
2. ↑  디지털콘텐츠팀 (2018년 2월 3일). “'인생술집' 고경표 부모님이 하는 막국수집 어디? "박보검 막국수로 소문"”. 《부산일보》.
3. ↑  윤고은 (2016년 11월 15일). “고경표 "힘들었고 아팠고 반성했고 성장했다"(종합)”. 연합뉴스.
4. 1 2  박경은 (2012년 6월 12일). “신인배우 고경표 “지질했던 청소년기… 나를 절실하게 만든 게 연기였어요””. 경향신문.
5. ↑  윤효정 (2012년 6월 29일). “'스탠바이' 고경표, 이 영리한 연기자 보소 [인터뷰①]”. 티브이데일리. 2018년 2월 7일에 원본 문서에서 보존된 문서. 2018년 2월 6일에 확인함.
6. ↑  신효령 (2016년 3월 6일). “다시 만난 쌍문동 친구들, 현장 '응답하라1988 드라마 콘서트'”. 뉴시스. 2016년 3월 8일에 원본 문서에서 보존된 문서. 2016년 6월 20일에 확인함.
7. ↑  서주영 기자 (2011년 7월 28일). “'식탁의 기적-단편영화 시사회' 관객들에 감동 선사”. 스포츠조선.
8. ↑  권수빈 기자 (2012년 12월 17일). “박신혜 윤시윤 김지훈 고경표 4색입담 무장 ‘강심장’ 나들이”. 뉴스엔. 2015년 4월 27일에 확인함.
9. ↑  최신애 기자 (2012년 8월 11일). “신동엽 ‘SNL코리아’ 19금 방송 비하인드 “골프로 19금 나올줄은””. 뉴스엔. 2015년 4월 25일에 확인함.
10. ↑  김지환 기자 (2014년 9월 2일). “‘제15회 장애인영화제’ 홍보대사에 배우 고경표·라미란 위촉”. 웰페어뉴스. 2016년 6월 20일에 확인함.

### 내용주
1. ↑  Part.1 Couple 연인, Part.2 Friend 친구, Part.3 Unrequited Love 짝사랑, Part.4 Sincerely 진심 등 4개로 이루어져 있으며, 이 중 파트 3을 제외한 나머지 파트에 출연했다. 런닝 타임은 짧게는 1분, 길게는 7분으로 되어 있다. 또한 파트별로 각각의 에피소드로 이루어져 있지만, 파트 3을 제외하면 전체 내용이 이어지기도 한다. 또한 안재홍 등이 주연한 영화 《위대한 소원》에 파트 4 중 한 컷이 삽입되기도 했다.
2. ↑  (주)대상의 청정원이 주최한 ‘식탁의 기적-단편영화’(2011년 7월 28일 시사회)이며, 이는 고객들이 약 2개월간 청정원으로 보내준 1천여 통의 사연 중 3편을 선정하여 영화에 맞게 각색해서 만들었다. 참고로, 이 작품을 포함하여 정동락 감독의 《밥, 상》, 원진희 감독의 《저금하는 날》 등이며, 기사 내용 중 《엄마와 아침식탁》의 제목이 ‘엄마와 아침식사’로 잘못 기재되어 있다.